# (4313) Bouchet
(4313) Bouchet est un astéroïde de la ceinture principale.

## Description
(4313) Bouchet est un astéroïde de la ceinture principale. Il fut découvert par Henri Debehogne le 21 avril 1979 à La Silla. Il présente une orbite caractérisée par un demi-grand axe de 2,65 UA, une excentricité de 0,013 et une inclinaison de 9,27° par rapport à l'écliptique.
Il fut nommé en hommage à l'astronome Patrice Bouchet, astronome à l'observatoire de l'ESO à La Silla.

## Compléments